# Pietro Montanini
Pietro Montanini ou Petruccio Perugino (Pérouse, 1626-1689) est un peintre italien de la période baroque.  

## Biographie
Pietro Montanini est auteur de peintures à thèmes religieux et de paysages.
Il quitte Pérouse pour Rome à l'âge de dix huit ans se liant avec l'entourage de Pietro da Cortona. 
Il fait son apprentissage à Rome auprès de Ciro Ferri, et à la suite de sa rencontre avec Salvator Rosa, il adhère au style de celui-ci en peignant des capricci et des scènes paysagistes.

## Œuvres
- Marine (v. 1660), galleria Pallavicini, Rome,
- Deux paysages avec figures, conservées à la National Gallery de londres (NG 2723 - 2724)[2],
- Paesaggio con il battesimo di Cristo, huile sur toile, 22 × 34 cm,
- Paysage avec la tentation du Christ (vers 1680) 96 × 97 cm, musée Condé, Chantilly (attribution)
- Fresque, Sanctuaire du Belvedere, Città di Castello.

Musée national d'Art de Roumanie
- San Martino,
- Visione di san Eustachio,

Pérouse
- San Giovanni Battista église San Filippo Neri,
- Madonna col Bambino e santi,(1674), oratorio di San Simone del Carmine.